# Melanthia szechuanensis
Melanthia szechuanensis är en fjärilsart som beskrevs av Eugen Wehrli 1931. Melanthia szechuanensis ingår i släktet Melanthia och familjen mätare. Inga underarter finns listade i Catalogue of Life.